# Amphoridium mougeotii
Amphoridium mougeotii là một loài rêu trong họ Orthotrichaceae. Loài này được (Bruch & Schimp.) Schimp. mô tả khoa học đầu tiên năm 1860.